# Hôtel de ville de Senta
L'hôtel de ville de Senta (en serbe cyrillique : Градска кућа у Сенти ; en serbe latin : Gradska kuća u Senti) héberge les institutions municipales de Senta, en Serbie. Il est inscrit sur la liste des monuments culturels de grande importance de la république de Serbie (identifiant no SK 1230).

## Présentation

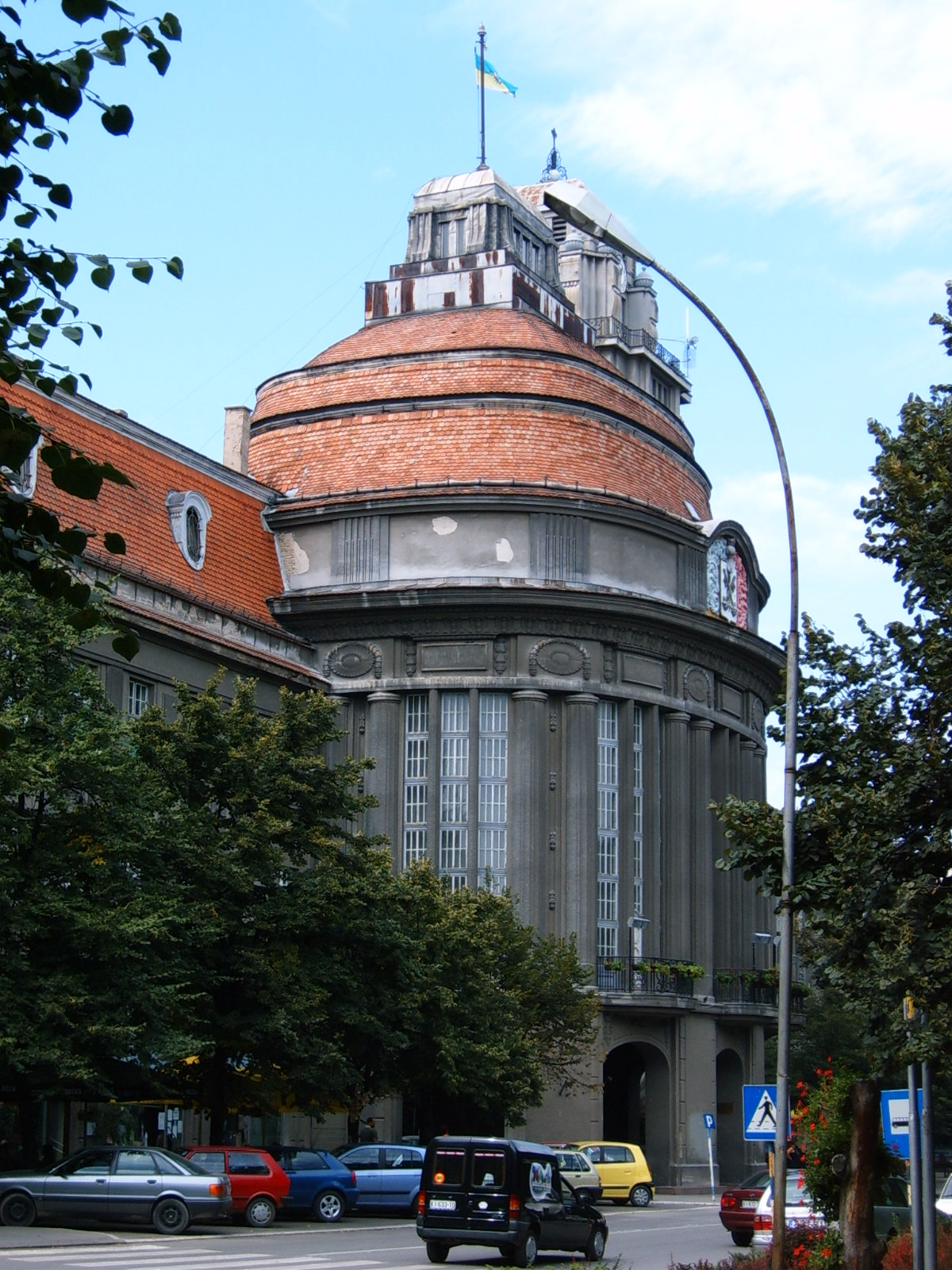
Autre vue

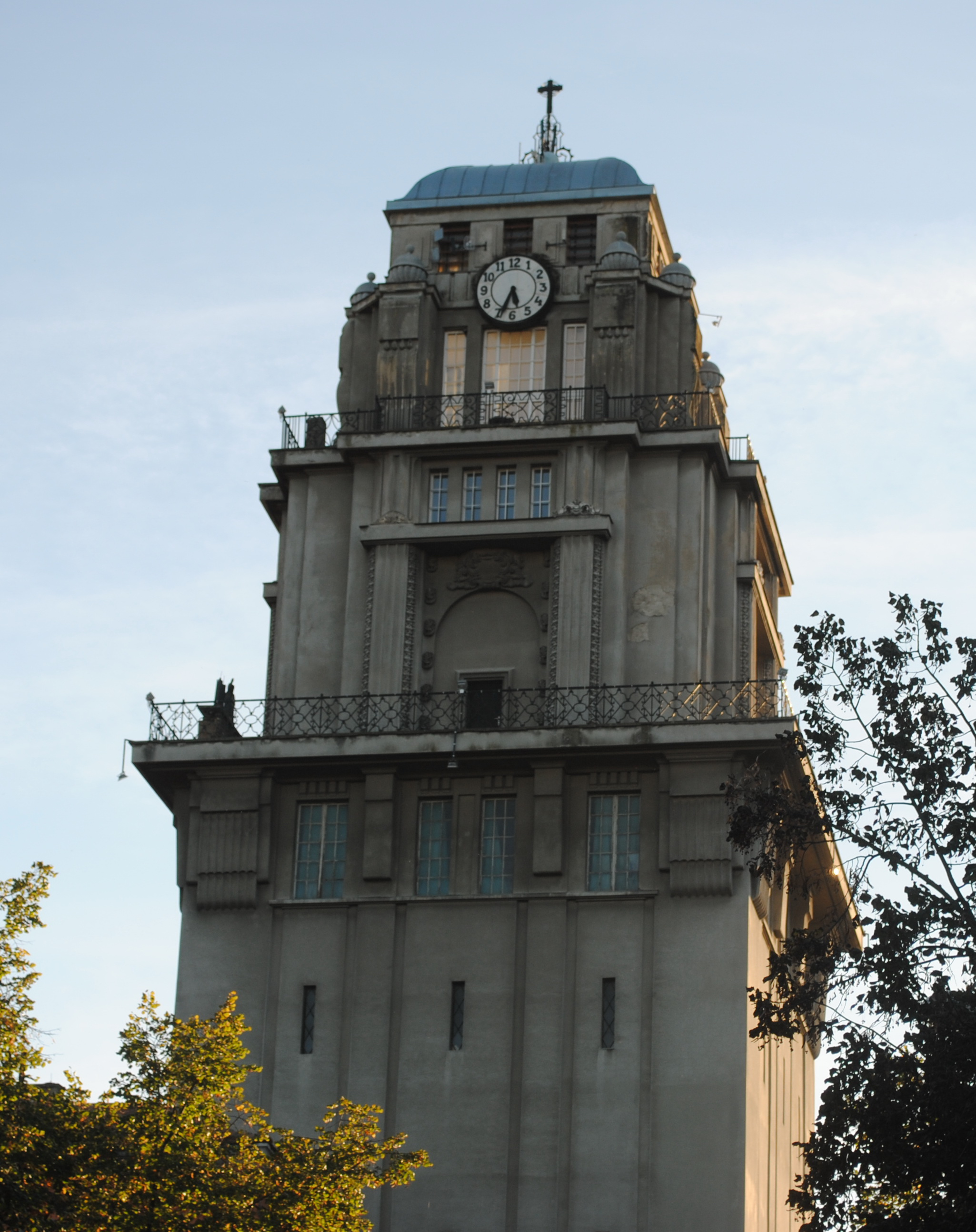
Détail d'une tour

L'ancien hôtel de ville de Senta a été détruit dans un incendie en 1911. Un concours a été ouvert en 1912 pour la construction d'un nouvel édifice, concours remporté en 1914 par l'architecte Frigyes Kovács, un architecte originaire de Budapest.
Le bâtiment est constitué de quatre ailes disposées en rectangle et formant une cour intérieure. Sur le plan stylistique, l'ensemble est caractéristique d'un mélange entre le fonctionnalisme et le style de la Sécession hongroise, particulièrement visible dans la grande avancée ovale de la façade principale. Le style Sécession est notamment sensible dans la décoration qui, sur le plan horizontal, comporte des corniches, des rubans et des frises avec des ornements floraux stylisés ou des motifs géométriques ; sur le plan vertical l'avancée centrale est rythmée par des pilastres dont la verticalité est soulignée par des cannelures ainsi que par de grandes baies vitrées.
À l'intérieur, les salles d'apparat, l'escalier du hall central et sa balustrade ainsi que les éléments décoratifs en stuc sont eux aussi caractéristiques du style Sécession.